# ATP Cup
ATP Cup er en tennisturnering for mandlige landshold, som siden 2020 hvert år er afviklet i Australien som optakt til Australian Open. De tre første udgaver af turneringen blev vundet af Serbien, Rusland og Canada.
Alle holdkampe i turneringen består af tre kampe: to singler og en double. De to holds næsthøjst rangerede spillere mødes i den første singlekamp, mens den anden singlekamp er et opgør mellem de to holds højst rangerede spillere.

## Historie

### Spillesteder
Turneringen blev første gang afholdt i 2020 med deltagelse af 24 landshold, der var inddelt i seks grupper med fire hold i hver. Gruppespillet blev afviklet med to grupper i hver af de tre værtsbyer: Brisbane, Perth og Sydney med de afgørende finalekampe afviklet i Sydney. Året efter blev turneringen afviklet i begrænset form på grund af COVID-19-pandemien. Kun 12 hold deltog, og alle kampene blev spillet i Melbourne Park i Melbourne. I 2022 var turneringen fortsat påvirket af COVID-19-pandemien. Dette år blev alle kampene spillet i Sydney med deltagelse af 16 landshold.
| År   | Dato            | Hold | Spillesteder            |
| ---- | --------------- | ---- | ----------------------- |
| 2020 | 3. - 12. januar | 24   | Brisbane, Perth, Sydney |
| 2021 | 2. - 7. februar | 12   | Melbourne               |
| 2022 | 1. - 9. januar  | 16   | Sydney                  |

### Præmier
| Præmiesum | Præmiesum    |
| --------- | ------------ |
| 2020      | $ 15.000.000 |
| 2021      | $ 4.666.665  |
| 2022      | $ 10.000.000 |

## Vindere og finalister
| År   | Vinder (titel nr.) | Finalist | Finaleresultat |
| ---- | ------------------ | -------- | -------------- |
| 2020 | Serbien (1)        | Spanien  | 2–1            |
| 2021 | Rusland (1)        | Italien  | 2–0            |
| 2022 | Canada (1)         | Spanien  | 2–0            |